# Carpino (Italia)
Carpino (Carpìne in pugliese) è un comune italiano di 3 725 abitanti della provincia di Foggia in Puglia. Fa parte del parco nazionale del Gargano e della comunità montana del Gargano.
È un noto centro per la produzione dell'olio d'oliva e delle fave.
È sede principale del Carpino Folk Festival, manifestazione dedicata alla riscoperta, conservazione e promozione della musica popolare italiana.
È noto per un'antica tradizione storica paliesca. Infatti in onore alle festività di San Rocco si svolge il tradizionale palio di San Rocco antica manifestazione equestre che ha origini sin dalla seconda metà dell'Ottocento.

## Geografia fisica

### Territorio
Carpino si trova nella parte settentrionale e non costiera del promontorio del Gargano e il suo territorio si estende tra la Foresta Umbra, a sud e il lago di Varano a nord..
Confina con Cagnano Varano, Ischitella, Monte Sant'Angelo e Vico del Gargano.
Classificato come collina litoranea, il territorio presenta una escursione altimetrica di 843 m, mentre l'abitato si trova ad una altitudine di 143 m s.l.m. su una collina brulla detta di pastromele.
Il territorio è prevalentemente collinare e la vegetazione prevalente è quella tipica delle colture dell'area e dei pascoli. L'area a ridosso della laguna e le aree collinari che circondano il centro urbano, sono caratterizzate dalla prevalenza di uliveti.

### Sismicità
Situato nel distretto sismico del Gargano, il centro abitato di Carpino risultò semidistrutto dal terremoto del 1646.
- Classificazione sismica: zona 2 (sismicità medio-alta), Ordinanza PCM n. 3274 del 20/03/2003[11].

### Clima
Il clima, temperato per latitudine e longitudine, risente in minima parte dell'influenza del mare che mitiga i rigori invernali e le calure estive, nonché dell'influenza del vicino lago di Varano.
La temperatura media annua è di 16 °C. Il mese più freddo è gennaio (8 °C di media) ed i più caldi sono luglio e agosto (27 °C).
Dal punto di vista legislativo il comune di Carpino ricade nella Fascia Climatica C in quanto i gradi giorno della città sono 1368, dunque limite massimo consentito per l'accensione dei riscaldamenti è di 10 ore giornaliere dal 15 novembre al 31 marzo.
| Dati dal 1973 ad oggi, Stazione: Foggia-Amendola | Mesi | Mesi | Mesi | Mesi | Mesi | Mesi | Mesi | Mesi | Mesi | Mesi | Mesi | Mesi | Stagioni | Stagioni | Stagioni | Stagioni | Anno |
| Dati dal 1973 ad oggi, Stazione: Foggia-Amendola | Gen  | Feb  | Mar  | Apr  | Mag  | Giu  | Lug  | Ago  | Set  | Ott  | Nov  | Dic  | Inv      | Pri      | Est      | Aut      | Anno |
| ------------------------------------------------ | ---- | ---- | ---- | ---- | ---- | ---- | ---- | ---- | ---- | ---- | ---- | ---- | -------- | -------- | -------- | -------- | ---- |
| T. max. media (°C)                               | 12   | 13   | 15   | 19   | 24   | 28   | 32   | 31   | 28   | 22   | 17   | 13   | 12,7     | 19,3     | 30,3     | 22,3     | 21,2 |
| T. media (°C)                                    | 8    | 8    | 10   | 13   | 18   | 22   | 25   | 24   | 22   | 17   | 12   | 9    | 8,3      | 13,7     | 23,7     | 17       | 15,7 |
| T. min. media (°C)                               | 3    | 3    | 5    | 7    | 11   | 15   | 18   | 18   | 15   | 11   | 7    | 4    | 3,3      | 7,7      | 17       | 11       | 9,8  |
| Precipitazioni (mm)                              | 42   | 41   | 43   | 36   | 37   | 36   | 26   | 27   | 46   | 53   | 53   | 57   | 140      | 116      | 89       | 152      | 497  |
| Umidità relativa media (%)                       | 80   | 77   | 74   | 71   | 69   | 65   | 61   | 64   | 68   | 74   | 79   | 81   | 79,3     | 71,3     | 63,3     | 73,7     | 71,9 |
| Eliofania assoluta (ore al giorno)               | 4    | 5    | 5    | 7    | 8    | 9    | 11   | 10   | 8    | 6    | 5    | 4    | 4,3      | 6,7      | 10       | 6,3      | 6,8  |

## Origini del nome
Così come quelle dell'insediamento, sono incerte le origini del toponimo.
Sembrerebbe legato alla presenza di caprioli o alla presenza di luoghi di allevamento (in latino volgare Caprelis) nei dintorni di Carpino oppure alla presenza di una folta foresta di carpini che, un tempo, ricoprivano la collina di Pastromele su cui, in seguito, venne edificato il paese.
Il toponimo sarebbe stato dapprima Crapino, in seguito Caprino per poi diventare Carpino, così come scritto in un documento locale del 1628.

## Storia

### Antichità
Sebbene nel suo territorio siano stati rinvenuti numerosi oggetti in pietra scheggiata risalenti all'epoca preistorica e si possano ritrovare tracce di insediamenti di epoca romana, è difficile collocare in maniera precisa la nascita di Carpino.
La presenza di un insediamento in epoca romana è dimostrata dalle fonti, cui spesso vi fanno riferimento in merito ad una strada che collegava l'antica Teanum Apulum (San Paolo di Civitate) agli abitati di Civitella (San Nicandro Garganico), Avicenna (Carpino), Monte Civita (Ischitella) e Fara, nell'area di San Nicola Imbuti (Cagnano). Gli storici ipotizzano che tale via avesse una importante funzione politico-commerciale per l'area del Gargano Settentrionale, oltre a quella di collegamento tra i vari municipia della zona

### Medioevo

#### Alto Medioevo

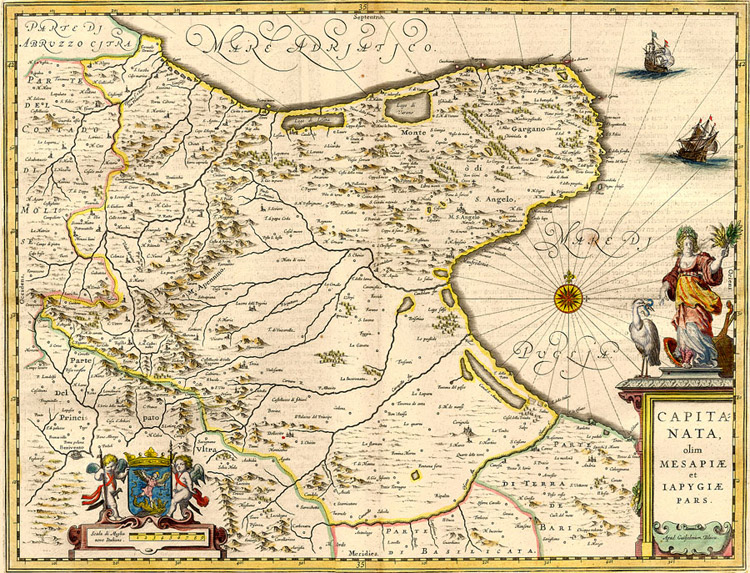
Antica mappa del Gargano

La leggenda, supportata anche da alcuni studi, collegherebbe l'origine dell'attuale Carpino alle sorti dell'antica città di Hyria, cui fanno spesso riferimento Plinio e Strabone nel descrivere l'area dove oggi si trova il Lago di Varano, la cui sponda meridionale costituiva l'antica costa di un golfo.
Le fonti, infatti, documentano che, a partire dal V secolo, le invasioni barbariche determinarono uno spopolamento dei centri abitati costieri del Gargano per ragioni sicurezza.
Tale spopolamento determinò la nascita di piccole comunità, i Casali, in luoghi più sicuri dell'entroterra, come quello in cui adesso si trova l'abitato di Carpino e l'abitato di Cagnano Varano.

#### Basso Medioevo
In epoca normanna è certa l'esistenza di un Castellum Capreolis, eretto dopo il casale esistente, probabilmente nell'XI secolo. A confermarlo sono i primi documenti su Carpino. Essa viene menzionata per la prima volta in un documento del giugno 1144, in occasione di una donazione in favore dell'abbazia di San Leonardo di Siponto e poi, nel 1158 in una bolla del papa Adriano IV in cui vengono confermati i privilegi dell'abbazia di Monte Sacro sulle chiese di San Pietro e Santa Maria, conferiti trent'anni prima.
Sempre in tale periodo, il feudo di Carpino è elencato tra le terre a servizio dell'Onere di Monte Sant'Angelo, concesso alla contea di Lesina.
In conseguenza del rafforzamento del dominio normanno tra il 1150 ed il 1160 sul versante settentrionale garganico, venne costruita la cinta muraria e l'imponente castello che dominava il centro storico e che venne successivamente ampliato e potenziato nella sua funzione difensiva dagli Svevi.
Durante la dominazione sveva, Carpino appartenne al Regio Fisco e fu amministrato da un baiulo.
Sotto la dominazione angioina, passò a Margherita, moglie di Raimondo Burgundi, e Carlo II lo zoppo, figlio di Carlo I d'Angiò.

### Età moderna
Agli Svevi seguirono nel possesso del feudo di Carpino i Della Marra che dopo 50 anni furono spodestati dai D'Aragone per la loro disobbedienza all'erede Giovanpaolo.
Venne così assegnato ai Di Sangro di Torremaggiore per un decennio, per poi essere assegnato a Troiano Mormille.
Nel 1526 il Sacro Consiglio ordinò la vendita di Cagnano e Carpino per soddisfare i creditori del feudatario Fabrizio Mormille. Il feudo venne acquistato dai Loffredo, a cui succedettero i Nava, i Loffredo, i Vargas, I Vargas-Cussavagallo, fino ad arrivare ai Brancaccio o Brancaccio-Vargas dopo il 1880.
Nel 1646 il centro abitato di Carpino patì gravissime distruzioni a seguito del disastroso terremoto del Gargano.

### Dall'Unità d'Italia a oggi
Dal 1860, sotto i Savoia, divenne comune del Regno d'Italia e fece parte del mandamento di Cagnano Varano.
Tale periodo fu molto delicato per l'area. Se in comuni come Cagnano Varano e San Giovanni Rotondo c'erano state vere e proprie rivolte, in altri come Ischitella, Vieste, Vico del Gargano e Carpino, il problema era costituito dai briganti.
Risale, infatti, al 4 luglio 1861 la nota urgentissima del capitano della guardia nazionale di Carpino, Ignazio d'Addetta, in cui si segnala la pericolosa presenza di briganti nei dintorni di Carpino.
In tale documento viene fotografata la situazione instabile che seguì l'unificazione d'Italia.
Anzitutto D'Addetta sottolinea la natura spesso non politica del brigantaggio, dato che spesso si trattava di delinquenti strumentalizzati da signorotti del posto contrari ai Savoia, e l'inaffidabilità della guardia nazionale, definita troppo indisciplinata, scoraggiata, impegnata nei lavori della campagna, isolata.
Sempre nella nota di D'Addetta si propone una mobilitazione delle forze di tutti i comuni del Gargano per scongiurare il fenomeno del brigantaggio.
Negli anni trenta del Novecento s'avvantaggiò della bonifica dell'area lacustre a valle, che fornì un rinnovato impulso allo sviluppo agricolo accanto alla pastorizia e alla lavorazione della lana.

### Simboli
Lo stemma e il gonfalone sono stati concessi con decreto del presidente della Repubblica del 2 marzo 1974.
Nello stemma è raffigurato papa Adriano IV. Il gonfalone è un drappo partito di bianco e di azzurro.

## Monumenti e luoghi d'interesse

### Architetture religiose

#### Chiesa di San Cirillo
Della Chiesa di San Cirillo sono ignoti la data di erezione e il nome di chi ne ha disposto la costruzione.
La prima notizia documentata risale al 1310, quando la chiesa viene citata nelle Rationes Decimarum Italicae.
Probabilmente la fondazione dell'edificio avvenne almeno nel sec. XIII e questo si può evincere dalle simbologie incise sul portale romanico, tra le quali spicca l'unica svastica lappone presente in Italia.
Pur essendo presenti diversi elementi tipici del romanico (come il portale laterale, un tempo principale), lo stile prevalente è quello barocco, dovuto ai massicci interventi di ristrutturazione compiuti nel 1770.

#### Chiesa madre di San Nicola di Mira

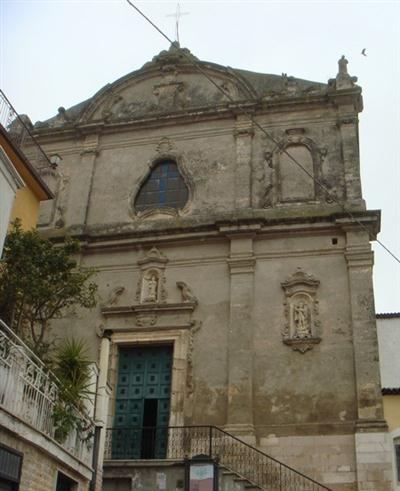
Chiesa di San Nicola di Mira

La chiesa di San Nicola di Mira è la chiesa madre del borgo di Carpino.
Posta nella parte più alta della collina carpinese, è situata nell'antico quartiere denominato La Terr.
Le prime notizie risalgono al 1678, anno di consacrazione in onore di san Nicola di Mira, con la donazione delle reliquie dei santi martiri Dionisio e Lelio.
All'edificio, situato appena fuori dal tracciato delle antiche mura, si accede tramite una scalinata a doppia rampa.
Lo stile richiama in molti elementi il barocco pugliese.

#### Chiesa di Santa Croce
La prima notizia è quella contenuta in un documento risalente al 1818, in cui viene documentata la presenza di Padre Gabriellantonio da San Giovanni Rotondo fin dal 1717.
Nella Mappa sullo stato della Chiesa parrocchiale del 1818, la chiesa di Santa Croce viene definita come chiesa rurale.
Fu costruita da Paolo Santoro, benestante di Carpino, che però non ultimò l'annessa casa per l'eremita, la cui costruzione si arrestò alle mura perimetrali.
Nella Chiesa di Santa Croce, fino al 1943, si celebrava la messa ogni venerdì ed il 3 maggio si festeggiava il giorno della Santa Croce. Nel dicembre del 1943, un fulmine demolì il tetto e danneggiò l'intero fabbricato. Nel 1944 si costituì un comitato per promuoverne la riparazione, ma le incomprensioni con l'arciprete del tempo impedirono che gli interventi necessari venissero realizzati. Si decise, quindi, di trasferire il Crocifisso nella Chiesa Madre e di abbandonare, per il momento, la chiesa. Negli anni ottanta-novanta venne ristrutturata e da allora viene utilizzata, occasionalmente, per cresime, comunioni e matrimoni.

#### Chiesa di Sant'Anna

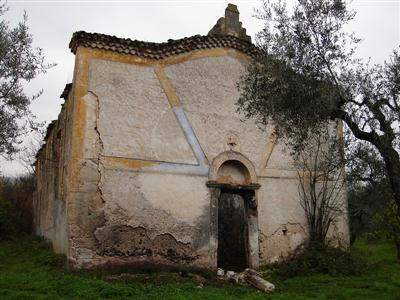
Chiesa di Sant'Anna

La chiesa rurale di Sant'Anna venne costruita per consentire agli abitanti delle campagne di assistere alla messa mattutina.
La prima notizia risale a un documento del 1736, dove viene annoverata tra le chiese rurali e risulta affidata alla custodia di un eremita, per il quale era stata realizzata una abitazione annessa alla chiesa, presto abbandonata, e che risultava già parzialmente distrutta agli inizi del Novecento.
In seguito al primo crollo della copertura, l'edificio fu sottoposto a diversi interventi di restauro, che ne hanno, per fortuna, conservato l'aspetto originario. La semplice facciata in pietra bianca è ancora visibile; sulla parte alta del muro posteriore, un arco campanario sorregge una campana. Su tale facciata sono presenti diversi elementi di simbologia sacra, tipici del Gargano.
Sull'unico altare in stile barocco, con colonne decorate da tralci di vite a spirale, campeggiava un bel quadro di fattura settecentesca raffigurante la Madonna col bambino e Sant'Anna, sottratto nel 1969.
Tale evento, unito alla distanza dal centro abitato, ha contribuito al suo progressivo abbandono, per cui, dopo un ulteriore crollo della copertura, appare allo stato di rudere.

#### Ex chiesa di Santa Maria de' Martiri (forse anche dei Martinelli)
Citata già in un documento del 1130, risulta ancora utilizzata nel 1680, mentre risulta diroccata in documento del 1728.
L'edificio è, quindi, uno dei più antichi della zona, ma ad oggi è irriconoscibile in quanto inglobato in un garage. Tuttavia le forme originali (e probabilmente anche la volta) sono rimasti quelli originali, fatta eccezione per un camino costruito successivamente, l'ingresso e la facciata totalmente modificati. Che la base della struttura sia quella originaria, è ancora dubbio.
La funzione della chiesa era la stessa di quella di Sant'Anna: permettere agli abitanti delle campagne di partecipare alla messa mattutina senza tornare in paese.

#### Chiese antiche scomparse
Dalla documentazione delle visite pastorali si evince che in passato esistevano anche le seguenti chiese:
- Chiesa del Purgatorio
- Chiesa di Sant'Antonio Abate
- Chiesa di San Giorgio (oggi diroccata)
- Chiesa di Santa Maria Coronata dagli Angeli (coincidente forse con quella di Santa Maria delle Grazie)
- Chiesa di San Bernardino
- Chiesa di Santa Lucia
- Chiesa di San Vito
- Chiesa di San Pietro
- Chiesa di Sant'Elia
- Chiesa di San Bartolomeo
- Chiesa di San Salvatore

Inoltre esistono ancora oggi toponimi quali Sant'Elmo e Santa Barbara in alcune contrade che circondano il paese ma la presenza in passato di chiese intitolate a tali santi non è supportata da documentazione.

### Architetture civili

#### Palazzo Baronale
La datazione all'origine dell'edificio è incerta, anche a causa dell'impossibilità di avere riferimenti cronologici basati sulla documentazione presente negli archivi comunali. Da un'analisi architettonica delle decorazioni e dei fregi è possibili, invece, collocare la costruzione di un edificio ex novo o la radicale ricostruzione di un edificio in epoca post-classica, nel periodo in cui la famiglia Varga-Cussagallo possedeva il feudo di Carpino (1700-1748).
Con l'avvento del fascismo, il palazzo fu sede della Casa del Fascio. Successivamente fu sede dell'Opera nazionale maternità e infanzia, centro per i reduci di guerra e infine centrale SIP. La sua ultima destinazione aveva, a causa del massiccio utilizzo di cavi, portato la struttura ad una condizione di profondo degrado.
Il palazzo è stato recentemente restaurato ed ospita il Centro Culturale "Andrea Sacco".

### Architetture militari

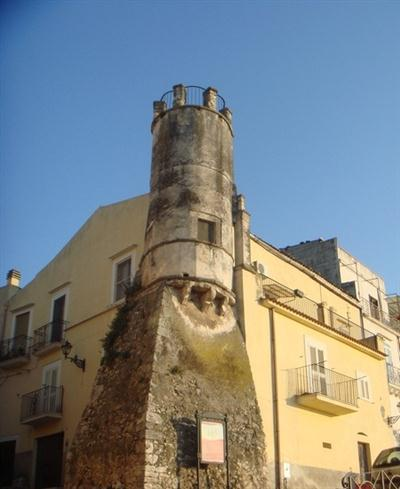
Il castello normanno di Carpino

#### Castello
Il castello di Carpino appare come una costruzione posta nella parte più alta del paese.
La sua torre, parte più visibile dell'originario impianto, è formata da una base piramidale quadrangolare, sovrastata da una costruzione cilindrica. Tra la torre ed il resto del castello si nota una differenza di epoca di costruzione. La torre, infatti, è anteriore rispetto al resto del castello e venne edificata in epoca normanna. Successivamente il castello venne ampliato ad opera degli Svevi.

### Aree naturali

#### Riserva naturale di Ischitella e Carpino
Ricade nel territorio di Carpino e di quello della confinante Ischitella, la Riserva naturale biogenetica Statale omonima, istituita nel 1977.
Si estende per oltre 300 ha ed è caratterizzata da valli e vallette che degradano verso il Lago di Varano.
La flora è caratterizzata da un fitto bosco di latifoglie costituito prevalentemente da faggi, ma anche lecci, cerri, farnetti, carpini e tigli.
La fauna è prevalentemente costituita da caprioli, gatti selvatici. ghiri, faine, tassi, volpi, lepri, cinghiali e varie specie di uccelli tra cui il picchio verde, il gufo comune, l'allocco, il colombaccio, la beccaccia e varie specie di turdidi, fringillidi e paridi.

##### Faggeta di Coppa delle rose
Il punto più interessante della riserva è la faggeta di Coppa delle rose, ritenuta una delle più interessanti del Gargano.
Grazie al microclima della riserva, infatti, in quest'area i faggi crescono ad un'altitudine molto bassa (250 m s.l.m.) e sono, tra l'altro, caratterizzati da fusti alti (20-30 metri) e con diametri di 60-70 centimetri.

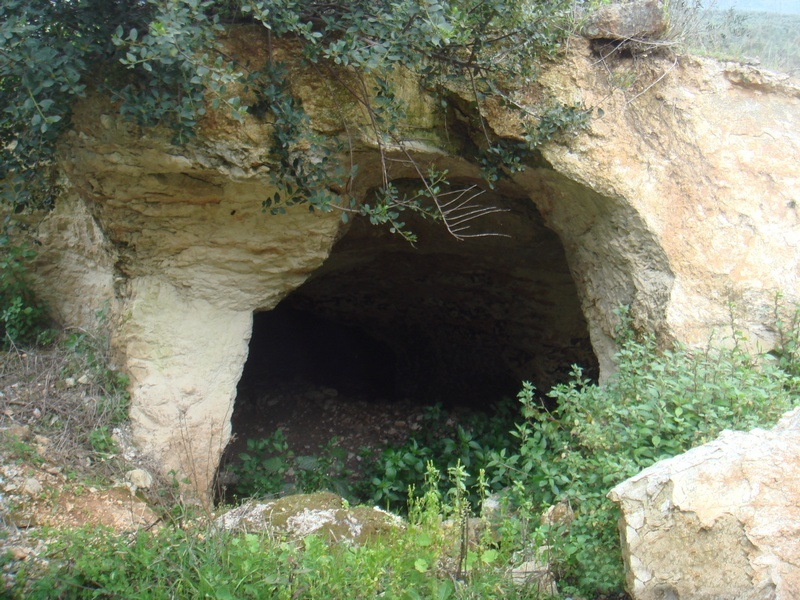
Apertura di una grotta

#### Grotte di Minutillo
Il complesso delle grotte di Minutillo è situato sul versante orientale della collina di Pastromele, dove sorge l'abitato di Carpino.
Utilizzato, in passato, anche come tufara, è costituito da 20 aperture di notevole interesse naturalistico ancora per lo più inesplorate.
Le cavità appaiono, comunque, scavate nel banco di calcarenite e sono riconoscibili elementi abitativi quali abitazioni, cisterne e scale oltre che vari dipinti, tutti probabilmente risalenti al Medioevo. Allo stato attuale il sito versa in avanzato stato di degrado.

### Siti archeologici

#### Scavi archeologici nella piana di Carpino
Durante la costruzione della SS 89 verso la fine dell'Ottocento e la costruzione della Ferrovia San Severo-Peschici pochi decenni dopo e durante gli anni trenta, vennero ritrovati alcuni reperti e alcuni scheletri, ma fu solo nel 1953 che nella piana di Carpino (località Avicenna, Spineto e Fiumicello), il Ministero del Lavoro avviò scavi archeologici-scuola per ritrovare le tracce della città di Uria. Nei pressi del vecchio casello ferroviario, venne rinvenuta un'antica costruzione del I secolo a.C. utilizzata fino all'epoca altomedievale (VII secolo d.C.) quando divenne luogo di sepoltura. I reperti consistono, dunque, prevalentemente in monete, vetri, lucerne, ceramiche, utensili agricoli e oggetti preziosi. Nella stessa area vennero ritrovate una decina di tombe, complete di corredo funerario e scheletro.
Gli scavi si fermarono pochi mesi dopo, impedendo di portare alla luce l'intera struttura. Dai pochi elementi raccolti, però, è possibile dedurre che la villa non fosse all'interno di un tessuto urbano bensì in una zona periferica.
I reperti ritrovati furono inizialmente tenuti nel vecchio Comune di Cagnano Varano e negli ex ambulatori INAM (in attesa dell'istituzione di un Museo civico, mai più realizzato) per poi esser depositati negli anni sessanta presso il museo archeologico di Bari, dove sono rimasti a lungo inediti e ignorati. Le centinaia di reperti ritrovati si trovano sparsi in vari musei d'Italia tra i quali Foggia e Pisa.
Furono del tutto inutili i tentativi delle comunità locali di riappropriarsi dei reperti. Nell'area ora crescono ulivi e viti, per quanto la comunità locale abbia espresso continuamente la volontà di creare un parco archeologico per la valorizzazione dell'intera area.

### Altro

#### Simbologia sacra

##### Nodo di Salomone e Svastica lappone
Sul vecchio portale della Chiesa di San Cirillo, oltre ad altri simboli più ricorrenti nell'area garganica, sono stati ritrovati:
- un Nodo di Salomone, a otto solchi, simile a quelli ritrovati a Monte Sant'Angelo e Manfredonia
- una svastica lappone, conosciuta come Tursaansydän (o Mursunsydän, cioè Cuore di Tricheco), si tratta di un simbolo conosciuto in Finlandia, specialmente nella parte settentrionale occupata dai Sami (Lapponi), risalente ad un periodo probabilmente anteriore al Neolitico.

In tali luoghi veniva usata per decorare edifici e oggetti fino al XVIII secolo, quando venne sostituita da una svastica semplice.
Il ritrovamento del simbolo da parte del Team Archeo-speleologico ARGOD è stato accolto dall'università di Helsinki con cautela, in quanto sarebbe il primo ritrovamento di tale simbolo non solo al di fuori, ma anche molto lontano dalla Lapponia. Sicuramente una considerazione è fuori ogni dubbio: il simbolo è estremamente raro, anche su scala mondiale, e sconosciuto.

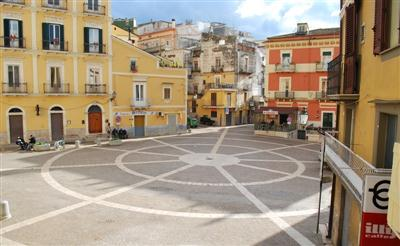
Piazza di Carpino

#### Piazze
- Piazza del Popolo, la piazza principale del paese, caratterizzata da una simmetria. Le notizie più antiche risalgono ad una delibera del consiglio comunale del 1º ottobre 1867 per la sistemazione della piazza e delle strade circostante per renderle carrozzabili e ad una del 16 settembre 1927 quando venne lastricata con pietra locale, mentre per le strade circostanti venne usato il sistema a breccioni;
- Piazza San Cirillo, sita accanto alla omonima chiesa e da cui è possibile osservare la sottostante Piazza del Popolo. Nella parte centrale è presente un monumento dedicato a Padre Pio

## Società

### Evoluzione demografica
Abitanti censiti

### Etnie e minoranze straniere
Carpino, come la maggior parte dei paesi dell'area, assistette al fenomeno dell'emigrazione nel Novecento, verso l'Europa settentrionale, in particolare verso il Belgio e la Germania), e l'Italia nord-occidentale; oggi invece vi risiedono 176 cittadini stranieri diversa nazionalità. Le comunità più numerose sono:
- Albania 96
- Romania 45

### Istituzioni, enti e associazioni

#### Centro culturale "Andrea Sacco"
Presso il palazzo baronale, il centro culturale Andrea Sacco è stato inaugurato nel 2010.
Al suo interno è presente una mostra. di strumenti musicali tradizionali e riproduzioni fedeli del castello di Carpino e della grotta di San Michele in miniatura. Sono, inoltre, esposti due bassorilievi raffiguranti Andrea Sacco, cantante e musicista carpinese.
Il centro ospiterà, inoltre, la biblioteca comunale ed è sede dell'associazione culturale Carpino Folk Festival.

## Cultura

### Biblioteche
A Carpino è presente una biblioteca, gestita dal comune, che ha sede presso il Palazzo Baronale. Tale biblioteca fa parte sistema della biblioteca provinciale La Magna Capitana

### Scuole
Ha sede a Carpino, inoltre, la sede che associa il liceo classico Publio Virgilio Marone.

### Cinema
Alcuni dei film che hanno per sfondo e ambientazione la località di Carpino:
- 1958, La legge, Jules Dassin
- 2005, Craj, Davide Marengo

### Musica
La produzione etnomusicale di carpino è stata oggetto, sin dagli anni cinquanta di numerose ricerche ad opera di studiosi, tra cui Alan Lomax, Diego Carpitella, Roberto Leydi, Roberto De Simone.
Carpino è un paese noto nell'ambito dell'etnomusicologia perché la musica tradizionale popolare, di origini antichissime, si è conservata fino ad oggi, grazie soprattutto all'opera dei suonatori di chitarra battente.

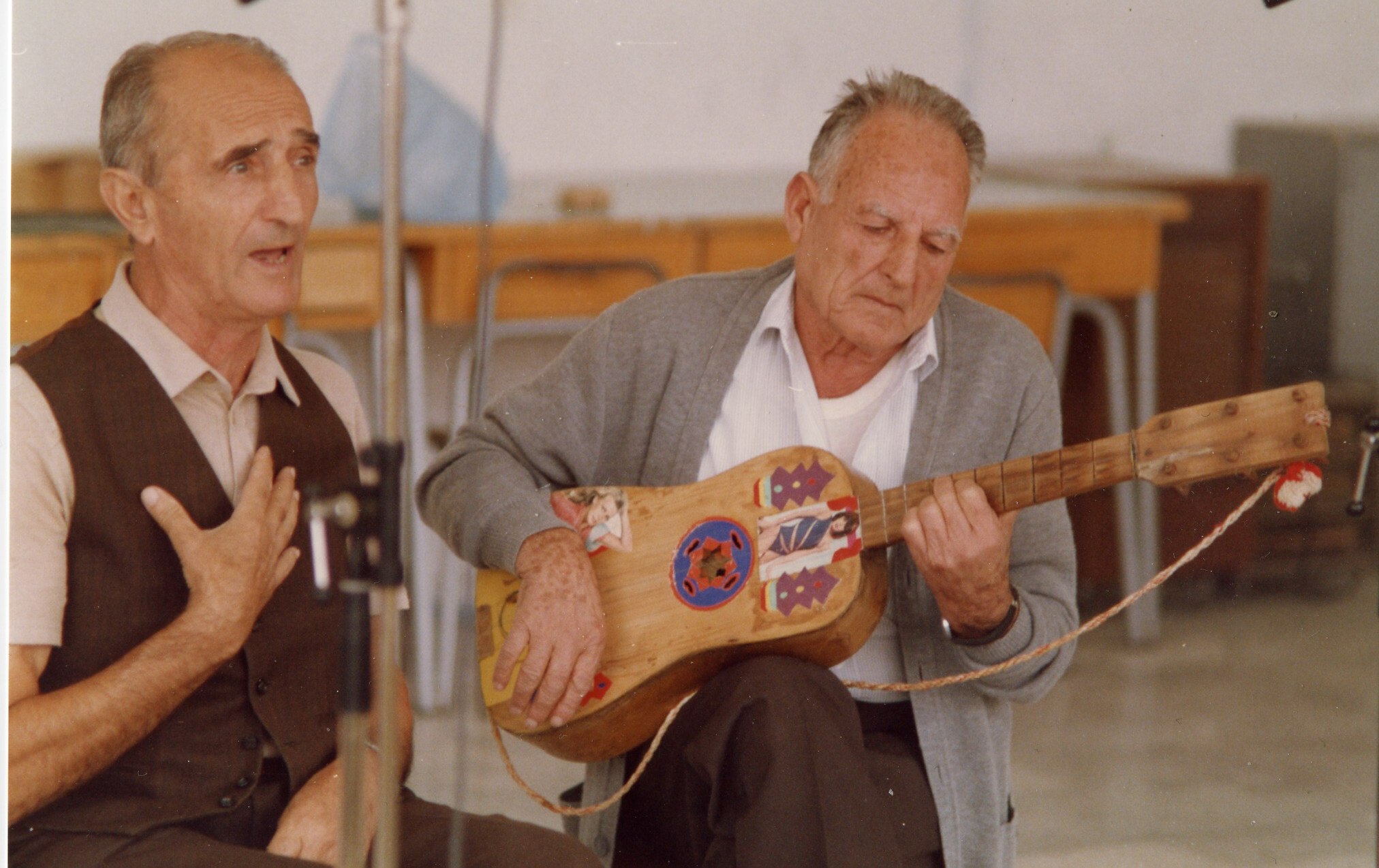
Suonatori di Carpino

Gli stili musicali prevalenti tra i suonatori di Carpino vengono individuati con i nomi delle località limitrofe: Montanara, Rodianella, Viestesana.

### Cucina

#### Prodotti tipici
I prodotti tipici di Carpino sono quelli più diffusi nell'area del Gargano settentrionale.

##### Fava di Carpino

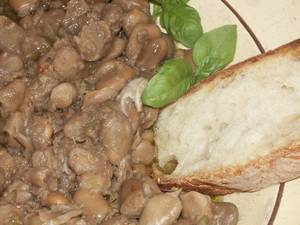
Fave di Carpino

La fava di Carpino, di dimensione medio-piccola, è caratterizzata da una fossetta nella parte inferiore, è verde al momento della raccolta e diventa di color sabbia ad essiccazione avvenuta.
La raccolta avviene tra i mesi di Giugno e Luglio quando le piantine assumono un colore giallastro. Si falciano a mano e si legano in covoni, detti manocchi, che seccano sul campo.
A fine luglio si separano le fave dalla paglia utilizzando un forcone e poi si lanciano in aria per eliminare le particelle più piccole e leggere grazie alla brezza.
La sua consistenza morbida le permette di essere utilizzata in vari modi. Generalmente si cuoce su pignatte in terracotta a fuoco lento.
Per la Fava di Carpino è attivo un presidio Slow Food per tutelarne le modalità tradizionali di coltivazione ed incentivarne la produzione.

#### Piatti tipici
Le preparazioni provengono soprattutto da usanze contadine, povere, naturali.
Data la sua particolare collocazione geografica a Carpino viene adoperata una grande varietà di verdure di stagione, dalla cima di rapa al cavolo verde, al cardo, ai peperoni, alle melanzane, ai carciofi, tutti i legumi, dai fagioli alle lenticchie alle cicerchie e alle fave, oltre a prodotti provenienti dal mare, dal lago e dal bosco.
I piatti tipici carpinesi sono:
- Roto di Carpino, a base di agnello e patate cotti al forno
- Purea di fave
- Orecchiette con le cime di rapa
- Pignata di fave e cipolla cruda alla carpinese
- Zuppa di Carpino, con fave, zucca e patate
- Minestra verde di Carpino, con carne e verdure miste

### Eventi

#### Carpino Folk Festival
Nel 1996 avviene la prima edizione del Carpino Folk Festival, il festival della musica popolare e delle sue contaminazioni, che da allora si svolge annualmente nella prima decade di agosto.

#### Palio di San Rocco

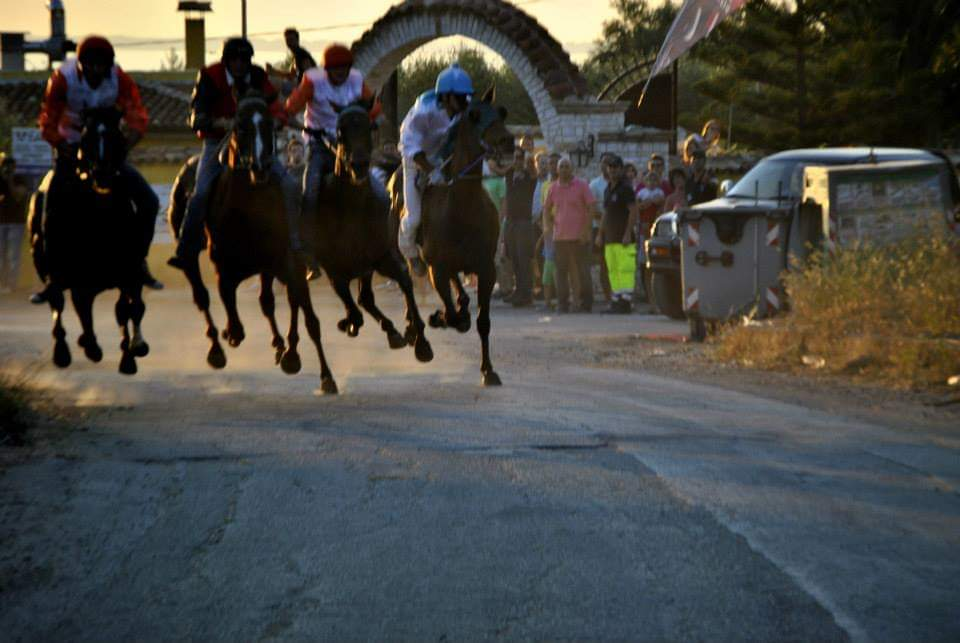
Cavalli in corsa per il palio

Le origini di questa antica tradizione risalgono alla seconda metà del XIX secolo, anche se i primi documenti ritrovati al palazzo di città fanno riferimento al 1909. Da allora il palio di San Rocco è una delle attrattive più in voga dell'estate carpinese ma, sin dagli albori, quest'antica manifestazione si svolgeva in onore di ogni festività religiosa del paese, cambiando diverse volte anche il classico tracciato del palio. Questa tradizionale competizione a cavallo si svolge annualmente in uno dei giorni che seguono le celebrazioni del Santo patrono, ossia dopo il 16 agosto.

## Geografia antropica

### Urbanistica
Posto su una collinetta a 147 m s.l.m., il centro storico rappresenta un tipico esempio di architettura garganica e, più in generale, mediterranea.
È costituito da case distribuite su un reticolato intricato di piccoli vicoli intervallati da scalinate, caratteristici poggioli detti Mugnale, balconi a ballatoio su cui si usava trascorrere del tempo all'aperto.

## Economia

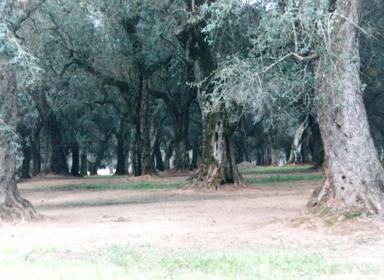
Ulivi di Carpino

L'attività economica principale è l'agricoltura, in particolare la coltivazione di ortaggi e olive. Carpino è "Città dell'Olio" e produce circa 25.000 quintali di olio extravergiine di oliva di alta qualità.
La coltivazione delle fave la cui varietà autoctona (più piccola e leggermente più dolce) gode del presidio del Parco Nazionale del Gargano.
L'allevamento, un tempo molto sviluppato, ora è essenzialmente costituito da ovini, si cerca di incrementare l'allevamento dei bovini. Particolare è l'allevamento delle vacche Podoliche, una razza di origine ucraina introdotta con l'invasione dei Barbari.
Di valore i manufatti lavorati all'antico telaio che vengono ancora usati dalle donne del paese riproducendo i disegni caratteristici e i colori usati sin dai tempi dei saraceni, certamente si tesseva già nella villa romana di Avicenna. Nel 1866 esistevano a Carpino più di 200 telai.

## Amministrazione
Di seguito è presentata una tabella relativa alle amministrazioni che si sono succedute in questo comune.
| Periodo          | Periodo           | Primo cittadino            | Partito                     | Carica              | Note   |
| ---------------- | ----------------- | -------------------------- | --------------------------- | ------------------- | ------ |
| 29 luglio 1988   | 10 agosto 1989    | Antonio Corleone           | Democrazia Cristiana        | Sindaco             | [ 40 ] |
| 10 agosto 1989   | 25 gennaio 1990   | Orazio Ciliberti           |                             | Comm. straordinario | [ 40 ] |
| 25 gennaio 1990  | 23 dicembre 1993  | Antonio Giuseppe Maccarone | Partito Socialista Italiano | Sindaco             | [ 40 ] |
| 26 giugno 1990   | 21 settembre 1992 | Domenico Di Gregorio       | Partito Socialista Italiano | Sindaco             | [ 40 ] |
| 21 febbraio 1994 | 30 giugno 1994    | Giacomo Varanelli          |                             | Comm. pref.         | [ 40 ] |
| 30 giugno 1994   | 25 maggio 1998    | Antonio Russo              | -                           | Sindaco             | [ 40 ] |
| 25 maggio 1998   | 28 maggio 2002    | Nicola Maria Trombetta     | lista civica                | Sindaco             | [ 40 ] |
| 28 maggio 2002   | 29 maggio 2007    | Nicola Maria Trombetta     | Unione di Centro            | Sindaco             | [ 40 ] |
| 29 maggio 2007   | 8 maggio 2012     | Rocco Manzo                | lista civica                | Sindaco             | [ 40 ] |
| 25 maggio 2012   | 10 giugno 2017    | Rocco Manzo                | lista civica                | Sindaco             | [ 40 ] |
| 11 giugno 2017   | 12 giugno 2022    | Rocco Di Brina             | Partito Democratico         | Sindaco             | [ 40 ] |
| 12 giugno 2022   | in carica         | Rocco Di Brina             | Partito Democratico         | Sindaco             | [ 40 ] |

### Gemellaggi
- Pizzoli, dal 2005

## Infrastrutture e trasporti
Carpino è servita dalla stazione di Carpino, sulla ferrovia San Severo-Peschici, gestita da Ferrovie del Gargano.

### Articoli
- Gli scavi archeologici del piano di Carpino, su Amara Terra Mia, 22 maggio 2010. URL consultato il 28 ottobre 2012.
- Domenico Sergio Antonacci, L'antica chiesa di Santa Maria de' Martiri a Carpino, su Amara Terra Mia, 23 luglio 2011. URL consultato il 28 ottobre 2012.
- Team Speleologico ARGOD, Chiesa di Sant'Anna, Carpino: tra l'indifferenza ed il mistero dei suoi simboli, in Gargano da scoprire, 6 luglio 2009. URL consultato il 30 ottobre 2010 (archiviato dall'url originale il 7 marzo 2016).
- Leonarda Crisetti, Centro culturale Andrea Sacco, ex palazzo baronale di Carpino, inaugurazione, su lcrisetti.wordpress.com, 18 marzo 2010. URL consultato il 31 ottobre 2012.
- Confagricoltura, Confagricoltura Foggia apre una delegazione a Carpino, su confagricoltura.it, 14 giugno 2012. URL consultato l'11 ottobre 2012.
- Fuoriporta.info, Carpino - Ripresa la causa di beatificazione di Padre Castelli, su fuoriporta.info, 8 ottobre 2012. URL consultato il 28 ottobre 2012 (archiviato dall'url originale il 4 marzo 2016).
- Fuoriporta.info, Inaugurazione del Palazzo Baronale ed intitolazione del Palazzo Baronale, su fuoriporta.info, 17 marzo 2010. URL consultato il 31 ottobre 2012 (archiviato dall'url originale il 5 novembre 2011).

### Pubblicazioni
- Leonarda Crisetti, Donne garganiche, in Microstorie, 2010. URL consultato il 17 agosto 2012.
- Leonarda Crisetti, Il brigantaggio a Carpino (FG), in Microstorie, 2011. URL consultato il 31 marzo 2021 (archiviato dall'url originale il 13 aprile 2013).
- Andrea Grana, Team archeo-speleologico ARGOD, Svastica lappone a Carpino (FG), in Runa Bianca, Perledo. URL consultato il 3 maggio 2013.

### Web
- Riserva Statale Ischitella e Carpino, su Agraria.org. URL consultato il 29 ottobre 2012.
- Comune di Carpino, La fava di Carpino, su comunecarpino.it. URL consultato il 7 novembre 2012 (archiviato dall'url originale il 13 settembre 2012).
- Comune di Carpino, Carpino: la storia, su comunecarpino.it. URL consultato il 31 luglio 2010 (archiviato dall'url originale l'8 dicembre 2009).
- Comuni Italiani.it, Carpino: clima e dati geografici, su comuni-italiani.it. URL consultato il 31 luglio 2010.
- ComuniItaliani.it, Scuole a Carpino, su comuni-italiani.it. URL consultato il 1º novembre 2012.
- Riserve Naturali Statali bosco Ischitella e Carpino, su Corpo forestale dello Stato. URL consultato il 29 ottobre 2012 (archiviato dall'url originale il 27 settembre 2012).
- Celestino Jervolino, Chiesa madre di Carpino, Cenni Storici, su chiesamadrecarpino.superweb.ws. URL consultato il 10 settembre 2010.
- Parco Nazionale del Gargano, Architettura rurale in territorio di Carpino, su parcogargano.it. URL consultato il 29 settembre 2012.
- Parco Nazionale del Gargano, Carpino - Castello [collegamento interrotto], su parcogargano.it. URL consultato il 28 ottobre 2012.
- Parco Nazionale del Gargano, Carpino - Grotte di Minutillo [collegamento interrotto], su parcogargano.it. URL consultato il 29 ottobre 2012.
- Sul Gargano, Carpino, su sul-gargano.it (archiviato dall'url originale il 20 febbraio 2010).